# Gudhems Kloster
Gudhems Kloster, i drift 1152-1529, var et nonnekloster i Sverige, først underlagt Benediktinerordenen og senere Cistercienserordenen. Klosteret lå i Gudhem udenfor Falköping i Västergötland. Gudhems Kloster anses for at være en af de ældste klostre i Sverige, efter Vreta Kloster (1100) og Alvastra Kloster (1143), begge i Östergötland.